# Parafia Ikony Matki Bożej „Wszystkich Strapionych Radość” w Mentonie
Parafia Ikony Matki Bożej „Wszystkich Strapionych Radość” – parafia prawosławna w Mentonie. Jedna z 8 prawosławnych etnicznych parafii rosyjskich na terytorium Francji, podlegających eparchii brytyjskiej i zachodnioeuropejskiej Rosyjskiego Kościoła Prawosławnego poza granicami Rosji. 
W momencie erygowania w 1892 parafia podlegała Rosyjskiemu Kościołowi Prawosławnemu. Opuściła go w 1927, decydując się na przystąpienie do Rosyjskiego Kościoła Prawosławnego poza granicami Rosji (który ówcześnie formalnie podlegał Patriarchatowi Konstantynopolitańskiemu), chcąc tym samym podkreślić swoją niezgodę na panujący w Rosji ustrój państwowy. 